# 岩原站
- 關於高知縣的JR四國土讚線車站，請見「土佐岩原站」。
- 關於新潟縣的JR東日本上越線車站，請見「岩原滑雪場前站」。

岩原站（日语：／ Iwahara eki */?）是位於神奈川縣南足柄市岩原270番1號，伊豆箱根鐵道的大雄山線車站。車站編號為ID08。

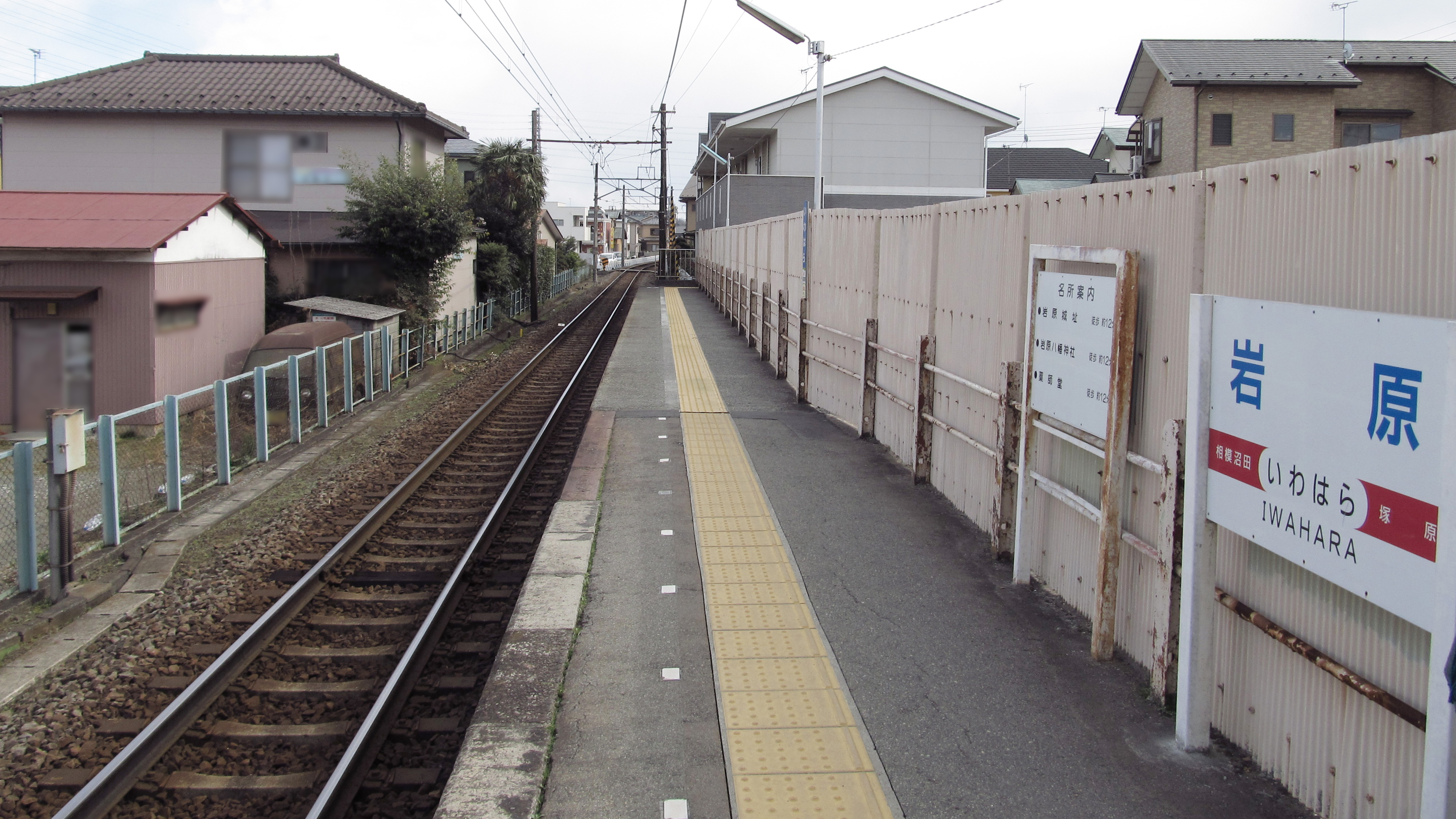
月台（2014年3月）

## 歷史
- 1925年（大正14年）10月15日 - 車站啟用。
- 1992年（平成4年）3月 - 設置售票機。

## 車站構造
此站是地面車站，設有1面1線的單式月台。月台位於路軌西邊。月台靠近塚原一端設有車站出入口。在車站出入口附近設有售票機小屋，該處設有自動售票機和車票發行機。此站是無人車站。此站設有IC卡簡易閘機。

## 使用狀況
以下為各年度1日平均乘車人次變化。
| 乘車人次變化       | 乘車人次變化     | 乘車人次變化 |
| 年度               | 1日平均 乘車人次 | 參考資料     |
| ------------------ | ---------------- | ------------ |
| 1998年（平成10年） | 998              | [ 2 ]        |
| 1999年（平成11年） | 959              | [ 3 ]        |
| 2000年（平成12年） | 964              | [ 4 ]        |
| 2001年（平成13年） | 948              | [ 4 ]        |
| 2002年（平成14年） | 895              | [ 5 ]        |
| 2003年（平成15年） | 849              | [ 6 ]        |
| 2004年（平成16年） | 840              | [ 7 ]        |
| 2005年（平成17年） | 890              | [ 8 ]        |
| 2006年（平成18年） | 885              | [ 9 ]        |
| 2007年（平成19年） | 886              | [ 10 ]       |
| 2008年（平成20年） | 884              | [ 11 ]       |
| 2009年（平成21年） | 871              | [ 12 ]       |
| 2010年（平成22年） | 838              | [ 13 ]       |
| 2011年（平成23年） | 817              | [ 14 ]       |
| 2012年（平成24年） | 831              | [ 15 ]       |
| 2013年（平成25年） | 849              | [ 16 ]       |
| 2014年（平成26年） | 828              | [ 17 ]       |
| 2015年（平成27年） | 804              | [ 18 ]       |
| 2016年（平成28年） | 801              | [ 19 ]       |
| 2017年（平成29年） | 798              | [ 20 ]       |
| 2018年（平成30年） | 769              | [ 21 ]       |

## 車站周邊
車站西邊設有縣道74號。車站東邊設有狩川。車站南邊300米處設有南足柄市立岩原小學。車站西南方約1公里處設有岩原城城址和岩原八幡神社。
岩原站和塚原站是大雄山線中最短站距的區間之一。當時岩原地區和塚原地區的居民都希望設有各自的車站，因此便於兩地點設站。

## 巴士路線
在縣道74號上設有「岩原公民館前」巴士站，停靠的巴士路線如下：
箱根登山巴士
- 關本（經富士菲林） ※ 只於平日服務
- 小田原站東出口（經飯田岡） ※ 只於平日服務
- 狩川橋、小田原站東出口（經富水站入口） ※ 平日2班
- 綠山 ※ 平日2班

## 相鄰車站
伊豆箱根鐵道
■大雄山線
相模沼田（ID07）－岩原（ID08）－塚原（ID09）

## 注腳
1. ↑  南足柄市統計書（日語）
2. ↑  神奈川縣縣勢要覧（平成12年度）222頁（日語）
3. ↑  神奈川縣縣勢要覧（平成13年度）229頁PDF（日語）
4. 1 2  神奈川縣縣勢要覧（平成14年度）227頁PDF（日語）
5. ↑  神奈川縣縣勢要覧（平成15年度）PDF（日語）
6. ↑  神奈川縣縣勢要覧（平成16年度）229頁PDF（日語）
7. ↑  神奈川縣縣勢要覧（平成17年度）PDF（日語）
8. ↑  神奈川縣縣勢要覧（平成18年度）231頁PDF（日語）
9. ↑  神奈川縣縣勢要覧（平成19年度）PDF（日語）
10. ↑  神奈川縣縣勢要覧（平成20年度）245頁PDF（日語）
11. ↑  神奈川縣縣勢要覧（平成21年度）PDF（日語）
12. ↑  神奈川縣縣勢要覧（平成22年度）PDF（日語）
13. ↑  神奈川縣縣勢要覧（平成23年度）PDF（日語）
14. ↑  神奈川縣縣勢要覧（平成24年度）PDF（日語）
15. ↑  神奈川縣縣勢要覧（平成25年度）PDF（日語）
16. ↑  神奈川縣縣勢要覧（平成26年度）PDF（日語）
17. ↑  神奈川縣縣勢要覧（平成27年度）PDF（日語）
18. ↑  神奈川縣縣勢要覧（平成28年度）PDF（日語）
19. ↑  神奈川縣縣勢要覧（平成29年度）PDF（日語）
20. ↑  神奈川縣縣勢要覧（平成30年度）PDF（日語）
21. ↑  神奈川縣縣勢要覧（令和元年度）PDF（日語）
22. ↑  《日本の私鉄 1》（山和溪谷社（日语：山と溪谷社），吉川文夫（日语：吉川文夫））

## 外部連結
- 伊豆箱根鐵道　岩原站 （页面存档备份，存于）（日語）